# Книнський замок
Книнська фортеця (хорв. Kninska tvrđava), або Книнський замок, розташований поруч з найвищою горою в Хорватії (Динара) і біля витоку річки Крка. Це друга за величиною фортеця в Європі та найбільш значна оборонна фортеця і історичне місто Шибеницько-Книнської жупанії в глибині Далмації. Будівництво фортеці почалося ще в 9 столітті (можливо з 6-го), а нинішній вигляд походить з 17 і 18 століть. Замок досяг свого піку під час правління Дмитара Звонимира, короля Хорватії з 1076 р., коли замок був політичним центром Хорватського королівства.

## Розташування й опис

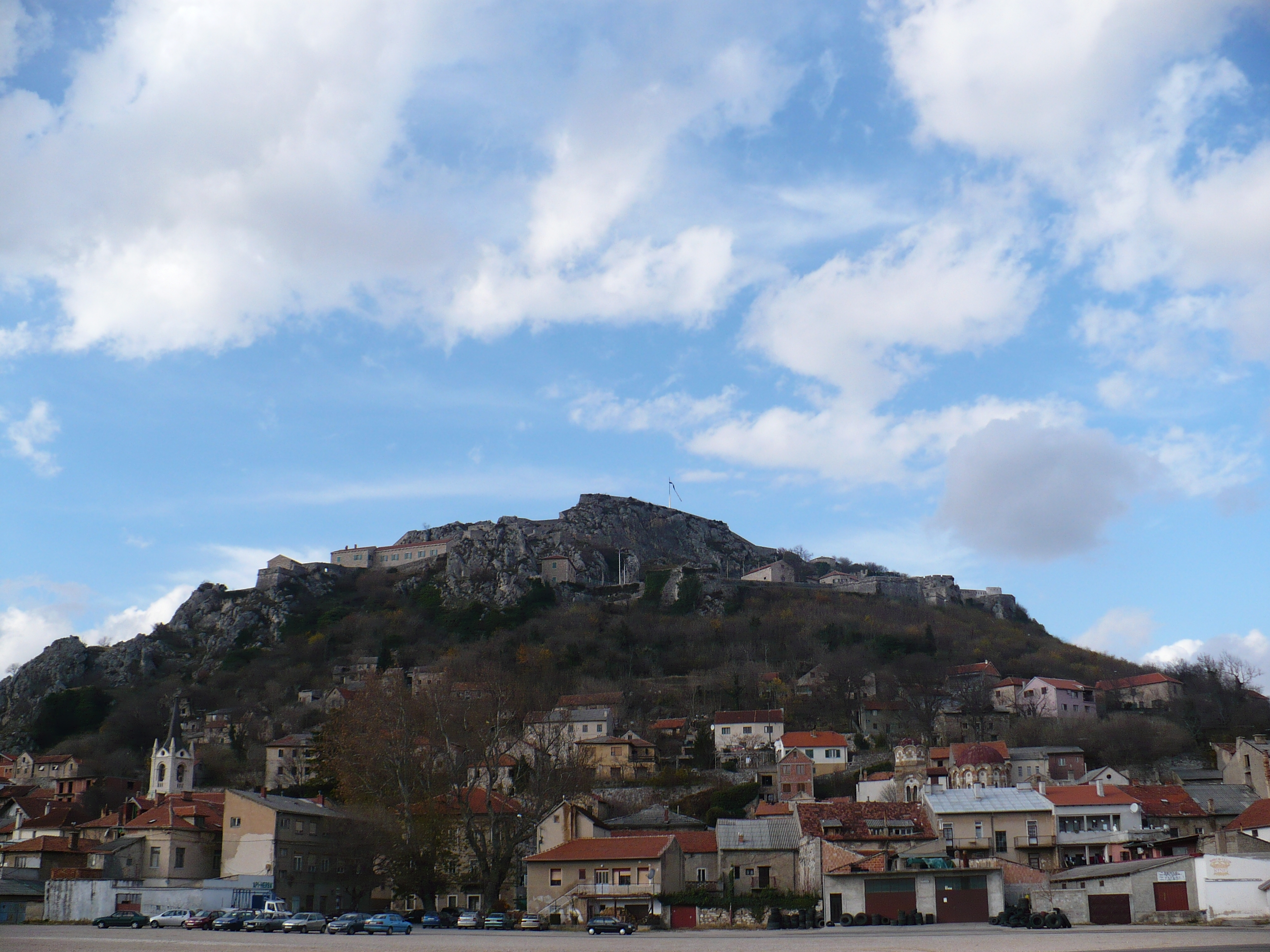
Пагорб Спас

Він розташований на головні транспортній артерії, що веде з Далмації до континентальної Хорватії і Боснії. Книннська фортеця розташована на вершині гори (пагорбу) Спас, у 100 м над хорватським містом Книн, чиє історичне місце утворилося досить рано у підніжжя тієї ж гори. Археологічні розкопки датують, що ця територія була заселена ще з 6 століття. Фортеця має розміри 470 метрів у довжину та 110 метрів у ширину. Первісний вигляд замку, через нестачу матеріалу, не повністю відомий. За даними інших подібних укріплень того часу, передбачається, що він був оточений високими стінами, при будівництві враховувалась місцевість, у тому числі круті схили в деяких місцях.
Фортеця включає в себе три частини: північну, середню і південну. Кожна частина фортеці знаходиться під захистом бійниць і отворів для рушниць, і з'єднана з іншими частинами міста воротами і розвідними мостами. Згідно з недавнім дослідженням, північна частина була збудована з середини 8 століття до кінця 11-го століття.
Барочні кам'яні ворота позначають головний вхід у фортецю, їх двері зроблені з дуба і укріплені залізними цвяхами. Цей монументальний вхід був найбільш ймовірно побудований Ігнацієм Мацановічем, будівельником з Трогіра. Над дверима можна побачити символ Венеційської республіки.
У напрямку північної частини, з лівої сторони, колись був будинок розпорядника зброї; сьогодні це стара ратуша. Зліва від неї знаходилися казарми, які стали галереями музею Книна. Там же зведений пам'ятник був зведений монаху Луйо Маруни (1857—1939), який був першим, хто розпочав археологічні розкопки в цьому районі і відкрив багато залишків старої хорватської культури.
У церкві Святої Варвари зберігається дзвін — подарунок папи римського Івана Павла II під час його перебування в Книні 1994 р. Поточний вигляд замок набув завдяки венеційському військовому інженеру Албергетті, а напис говорить про те, що будівництво було завершено 1711 р. Він охороняється як історичний містобудівний комплекс та внесений до реєстру культурної спадщини Хорватії як пам'ятник пріоритетного значення.
Церква Св. Варвари, присвячена Кирилу і Мефодію, також має епітафію, написану старослов'янською:
Hodotajstvom blaženuju apostola Kirila i Metodija, Bože budi štitom Hrvatskoj.

## Історія

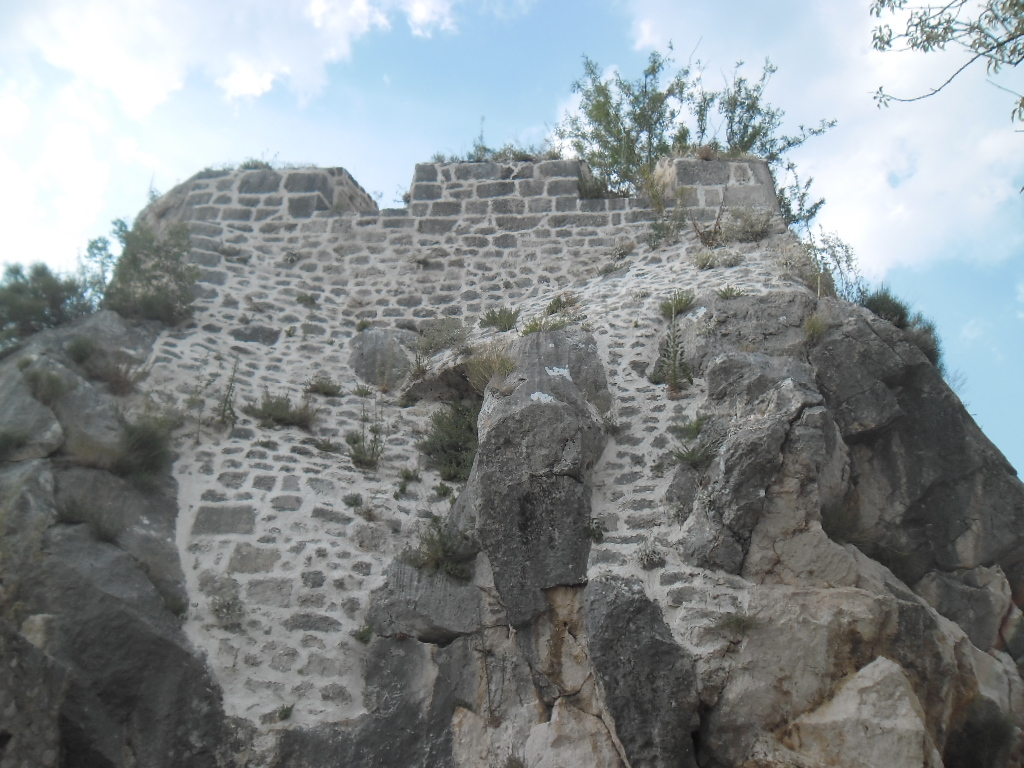
Деталь фортеці

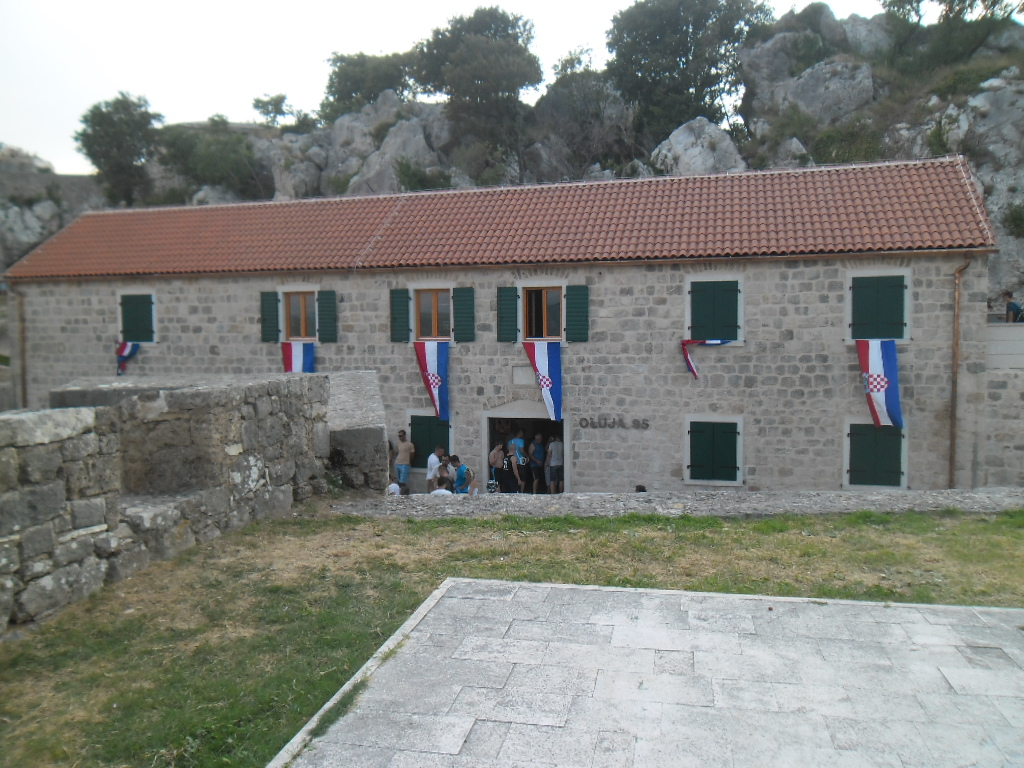
Музей Операції Буря, відкритий 2015 р.

Хорвати побудували фортецю біля зруйнованого давньоримського поселення (латинь: Tignino castro) незабаром після того, як вони оселилися в цьому районі. Володарі фортеці постійно вдосконалювали конструкцію для відповідності оборонним потребам того часу. Це була одна з резиденцій хорватських монархів, і, можливо, пізніше стала головною резиденцією, оскільки з Книна було набагато безпечніше правити землями Лібурнії і Далмації і навертати в християнство язичницьких хорватів в Гачці, Ліці і Крбаві. Про поширення християнства свідчить кілька церков довкола Книна, побудованих за часів князя Трпимира І.
Фортеця мала кілька парадних залів і палац хорватських правителів, в якому вони видавали свої накази і жили зі своїми придворними під час їх перебування в Книні. На іншому, більш піднесеному плато гори Спас на південь від фортеці Тнена, була збудована друга, менша за розмірами фортеця Лаб (Латинської: castro Lab, Labwar), яка була резиденцією віцебана.
Єпархія Книна була заснована 1040 року королем Степаном І і охоплювала територію до річки Драва. Єпископ Книну мав також номінальний титул «Хорватський єпископ».
Фортеця була поділена на мале та велике місто в 14 столітті. Мале місто використовувалось в основному з оборонною метою, а велике місто складалось з помешкань, в яких жили губернатори міста, єпископи або жупани. Передмістя були розташовані у безпосередній близькості від стін. Найстарішою частиною є верхнє місто з північного боку фортеці, а середнє і нижнє міста були побудовані в кінці Середньовіччя.
Цілком можливо, що в 15 столітті, у часи зростання небезпеки османського просування до Європи, був збудований додатковий ряд оборонних стін, на якому сьогодні розташований головний вхід у фортецю. Обидва укріплення цитаделі були поєднані в єдиний оборонний комплекс. У травні 1522 османи почали облогу Книну, яка закінчилась 29 травня 1522 перемогою османів.
Найдавніше відоме графічне представлення Книну розташоване на карті Північної Далмації і Ліки роботи венеційського картографа Маттео Пагано (1515—1588), приблизно в 1525 р. Однак більш детальний опис міського вигляду фортифікацій був здійснений іншим венеційцем -  військовим інженером 'Ораціо Антоніо Альбергетті (1656—1690) в одній з його схем, зроблених під час вигнання турків 1688 року.

## Галерея

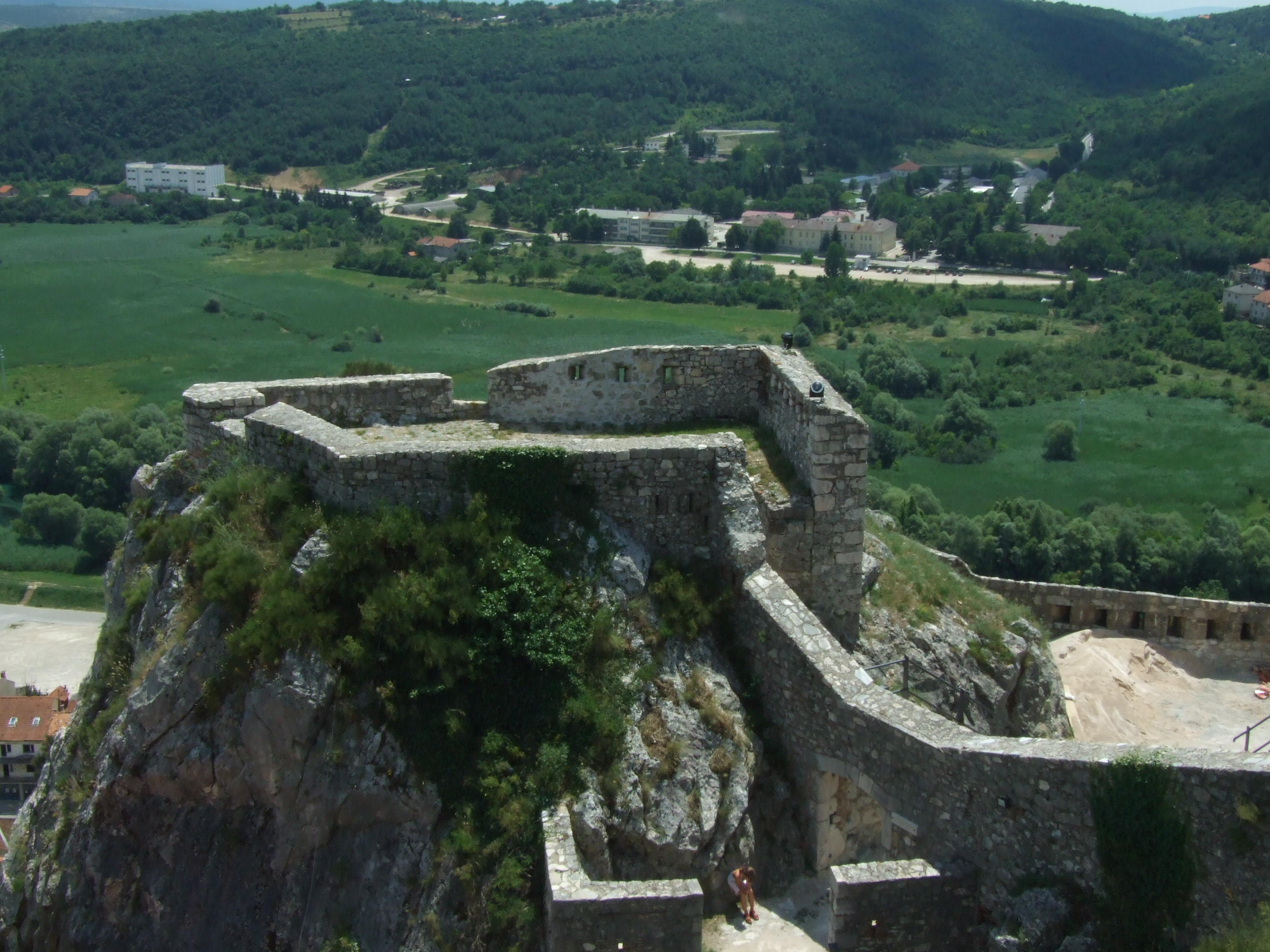
Захід
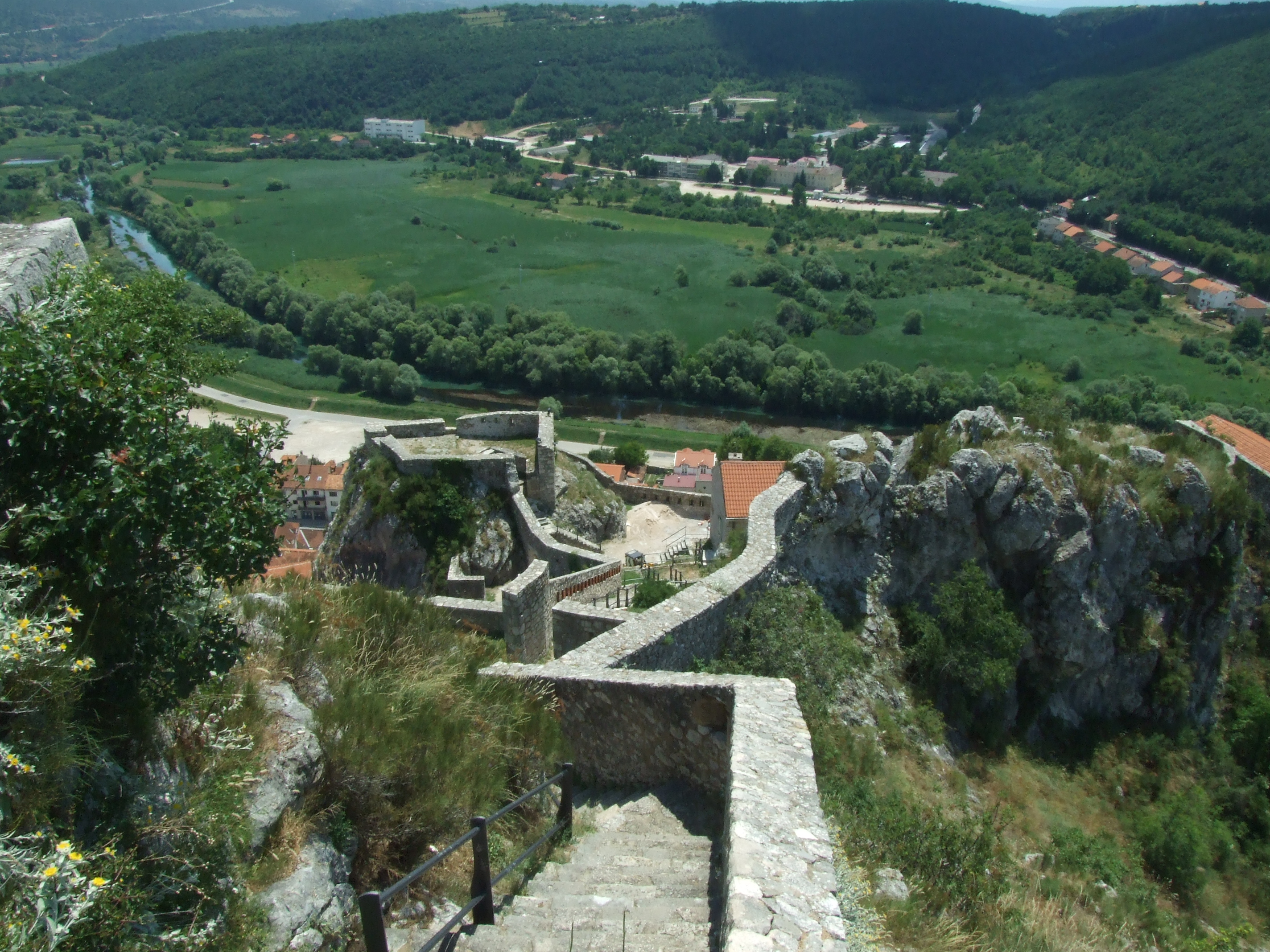
Південь
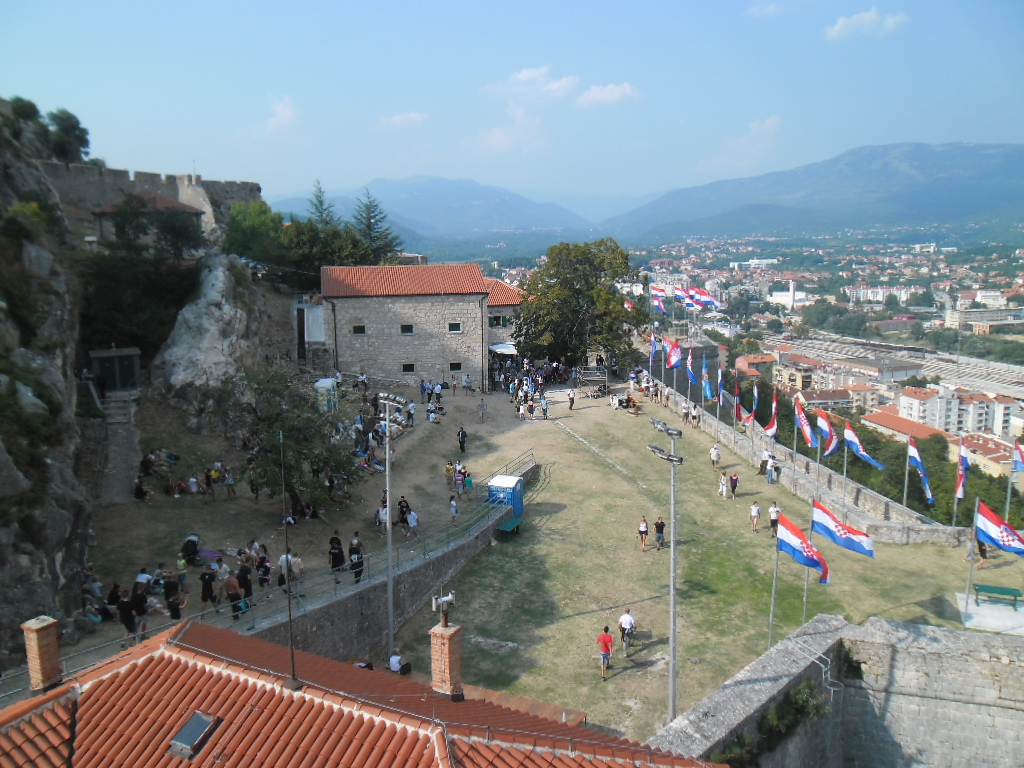
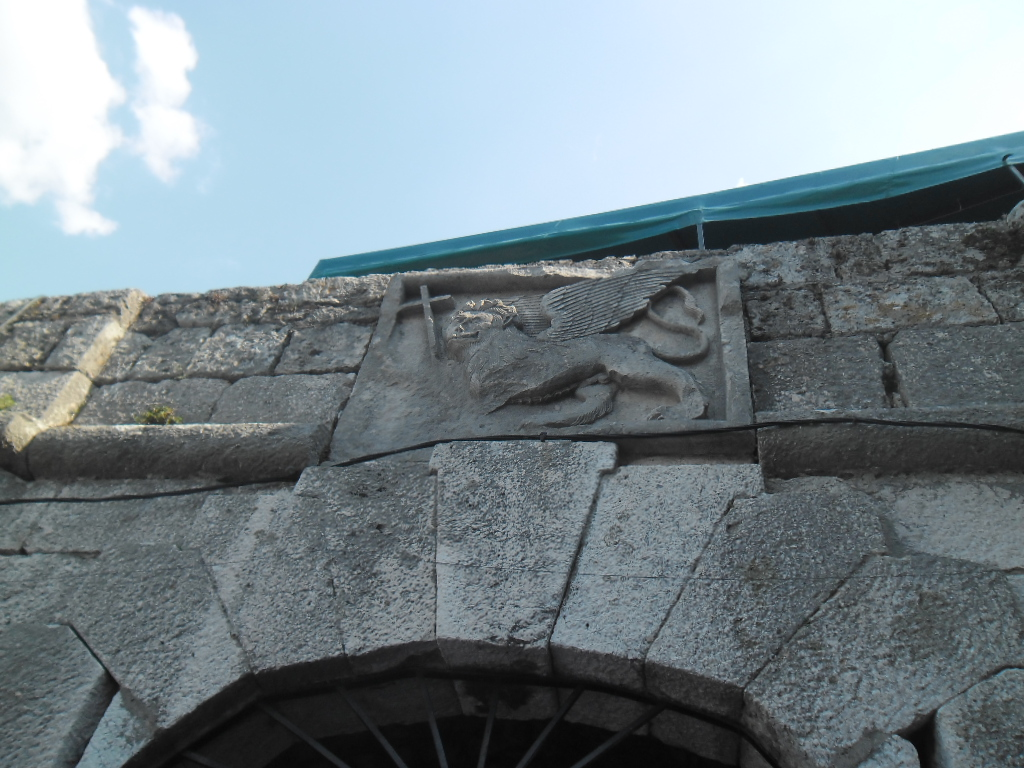
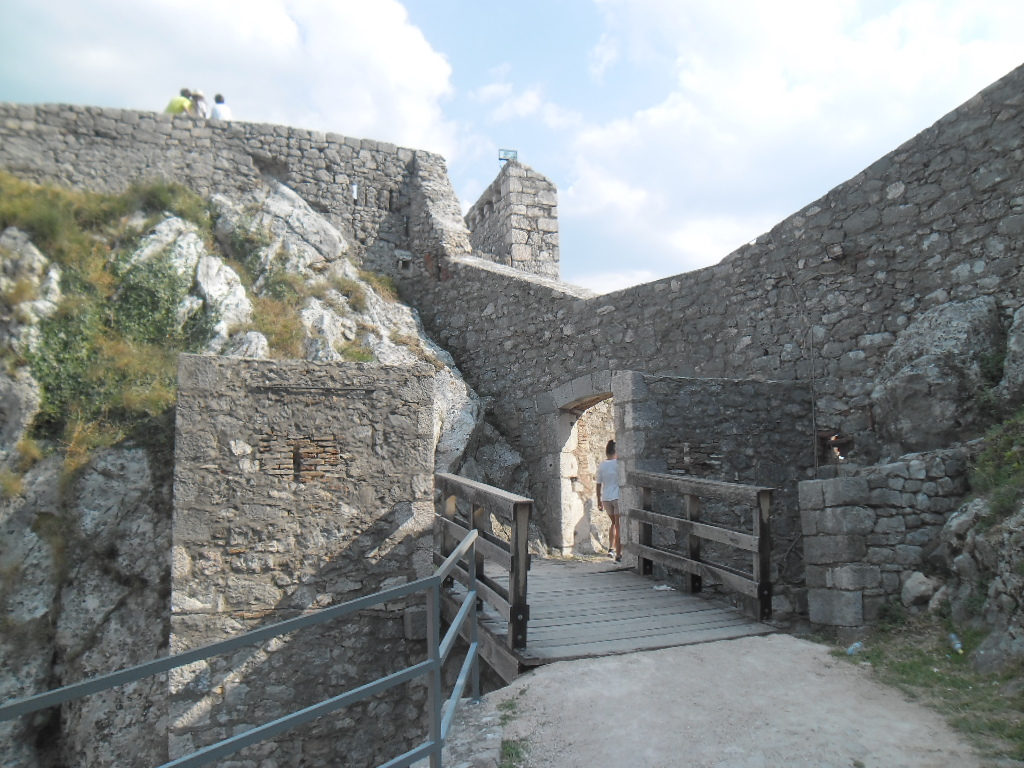
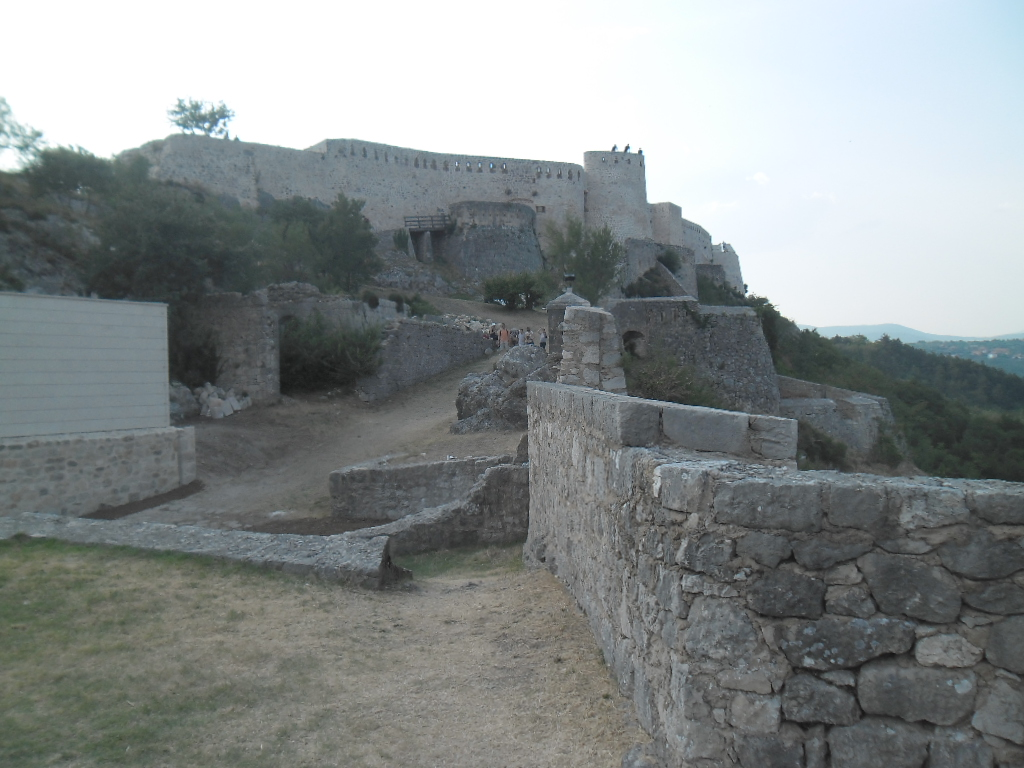
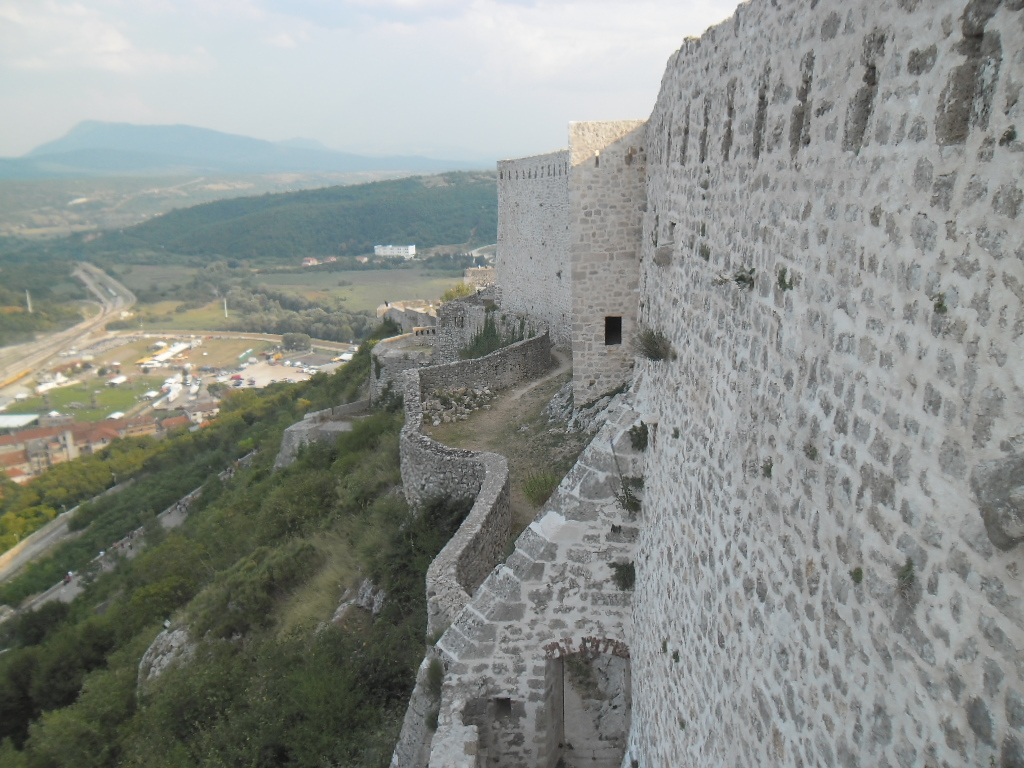
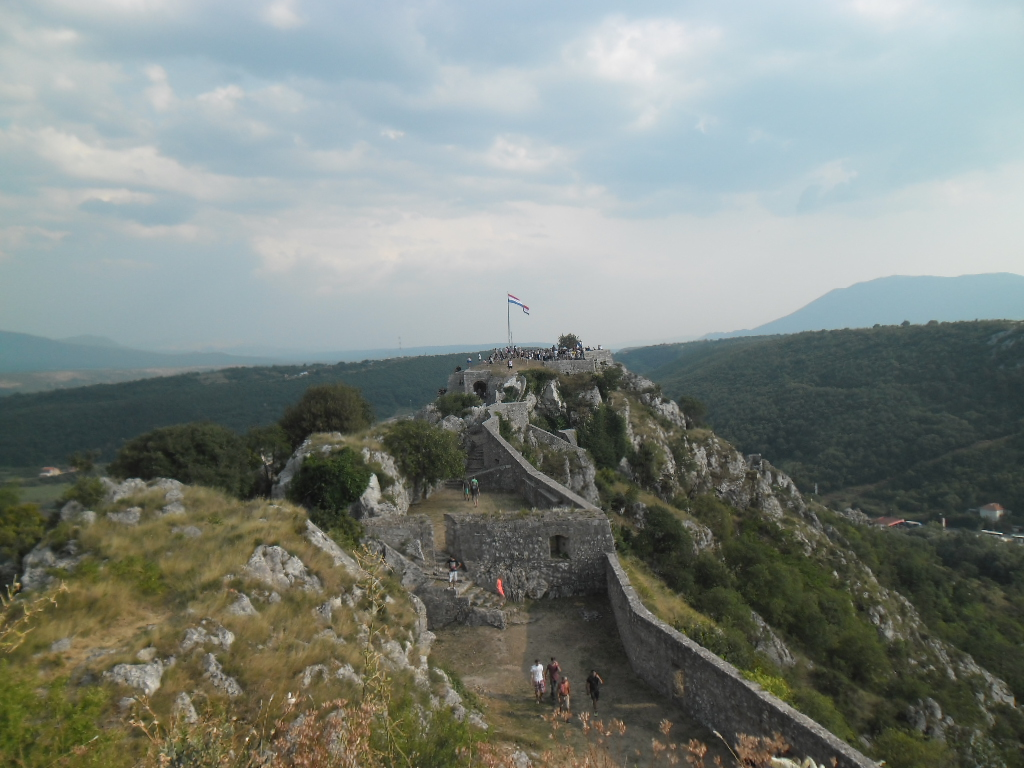
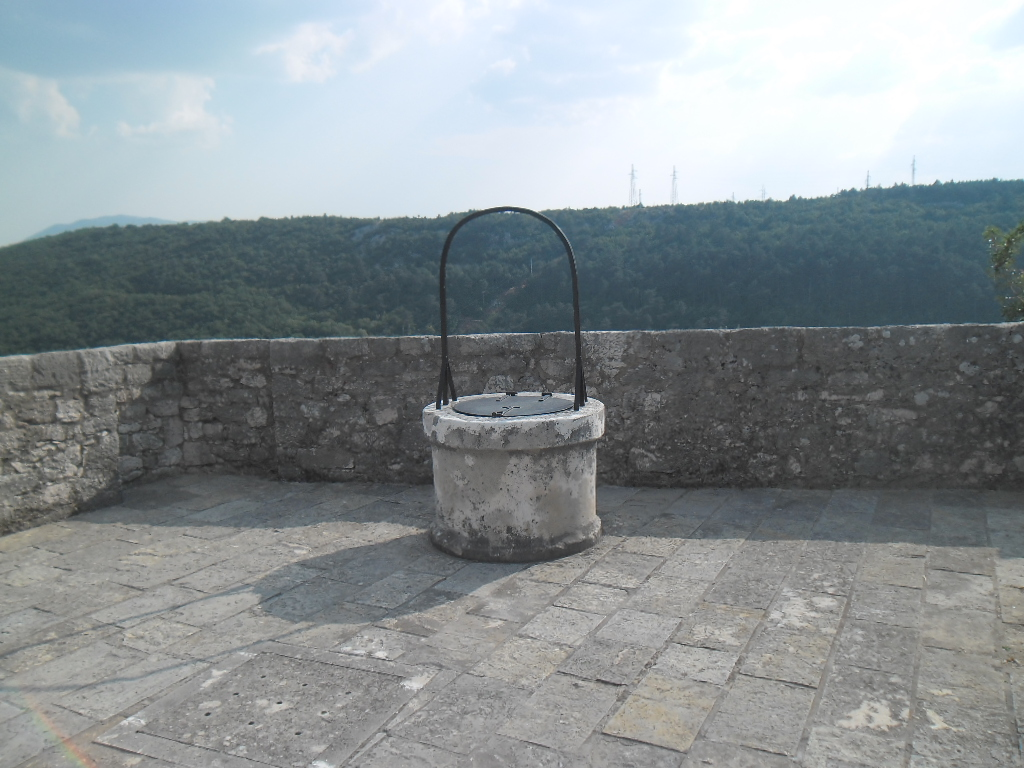
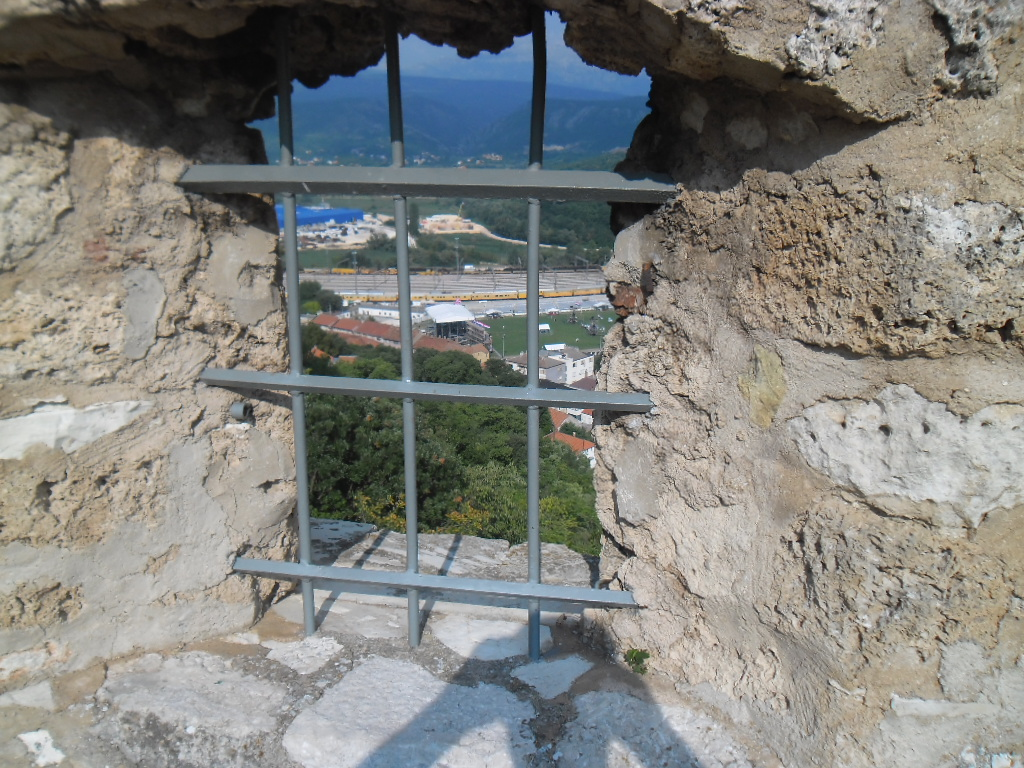